# Castelo de Fourquevaux
O Château de Fourquevaux foi originalmente um castelo do século XV na comuna de Fourquevaux, no departamento de Haute-Garonne, na França.
O castelo é atualmente propriedade privada e não está aberto a visitação, está listado desde 1979 como um monumento historico pelo Ministério da Cultura francês.